# 欧芹属
欧芹属（学名：Petroselinum）是伞形科下的一个属，为二年生草本植物。该属共有5种，分布于欧洲西部和南部。